# 单葶草石斛
单葶草石斛（学名：Dendrobium porphyrochilum）为兰科石斛属下的一个种。

## 扩展阅读
維基物種上的相關：单葶草石斛